# Compromisso histórico
Compromisso histórico (em italiano:  compromesso storico) é um termo que se refere ao acordo feito entre os partidos políticos Democrata Cristão e Comunista na Itália na década de 1970. O acordo foi firmado entre os dois principais partidos políticos do país após os comunistas aderirem ao eurocomunismo durante a liderança do secretário-geral Enrico Berlinguer. O assassinato do líder democrata-cristão Aldo Moro em 1978 pelas Brigadas Vermelhas pôs um fim ao acordo.
O cientista político Norberto Bobbio foi um dos mais proeminentes intelectuais a apoiar o compromisso histórico.

## Atualmente
Desde a metade da década de 1990 até a atualidade, muitos comunistas, ex-comunistas, socialistas e ex-membros da Democracia Cristã se uniram nas alianças eleitorais A Oliveira e sua sucessora, A União.
Em outubro de 2007, o partido centrista A Margarida (herdeiro do Partido Popular Italiano, descendente direto da Democracia Cristã) e o social-democrata Democratas de Esquerda (descendente do Partido Democrático de Esquerda, parte do Partido Comunista) se fundiram para formar o Partido Democrático (PD). O PD se considera uma continuação do projeto iniciado por Moro há trinta anos, mas que fora impedido pela Guerra Fria.
Nas eleições de 2008, entretanto, o PD se recusou a formar uma aliança com os partidos menores de esquerda (agora aliados entre si na coligação A Esquerda - O Arco-Íris) e com os católicos da centrista União dos Democratas-Cristãos e Democratas de Centro, não conseguindo sucesso na meta de unir a esquerda e os cristão-democratas.